# Théorème de Darboux (géométrie)
Pour l’article homonyme, voir Théorème de Darboux (analyse).

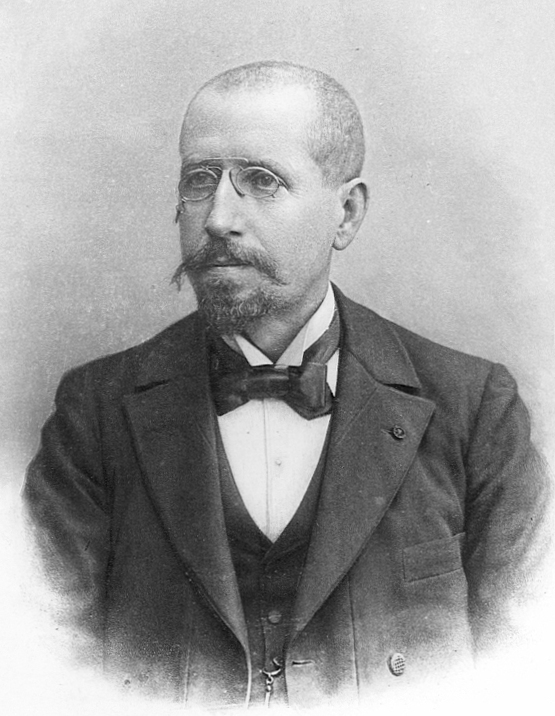
Portrait de Gaston Darboux, mathématicien ayant démontré ce théorème.

Le théorème de Darboux est un théorème central de la géométrie symplectique : les variétés symplectiques de dimension {\displaystyle 2n} sont deux à deux localement symplectomorphes.

## Énoncé et démonstration
Plus explicitement :
Théorème de Darboux — Si {\displaystyle (M,\omega )} est une variété symplectique de dimension {\displaystyle 2n}, alors, au voisinage de tout point de {\displaystyle M}, il existe des coordonnées locales {\displaystyle (p,q)=(p_{1},...,p_{n},q_{1},...,q_{n})} de sorte que, dans ces coordonnées, {\displaystyle \omega } s'exprime comme ceci :
Ce résultat implique l'inexistence d'invariant local en géométrie symplectique. Cette situation s'oppose à la géométrie riemannienne pour laquelle il existe un invariant local de classe {\displaystyle C^{2}}, la courbure.

## Aspect semi-local
Ainsi, la géométrie symplectique est essentiellement globale. Cependant, le théorème de Darboux conduit à des questions semi-locales :
Il répond à une question existentielle : Existe-t-il une carte locale telle que… ? La preuve donne l'existence de la carte sur un domaine suffisamment petit. Renversons la question :

Quelle est la plus grande taille du domaine d'un morphisme symplectique d'un ouvert de ℝ{\displaystyle n} dans {\displaystyle (M,\omega )} ?
Cependant, quel sens donner au mot « taille » ? Soit {\displaystyle r,R>0} ; l'existence d'un plongement symplectique d'une boule (fermée) {\displaystyle B^{2n}(r)} dans un cylindre {\displaystyle B^{2}(R)}×ℝ{\displaystyle 2n-2} implique {\displaystyle r\leq R}. La capacité symplectique d'une variété symplectique {\displaystyle (M,\omega )} est donnée par :

## Note et référence
1. ↑  (en) Dusa McDuff et Dietmar Salamon, Introduction to Symplectic Topology [détail des éditions], p. 372.